# Гроапе
Гроапе (рум. Groape) — село у повіті Марамуреш в Румунії. Адміністративно підпорядковане місту Тиргу-Лепуш.
Село розташоване на відстані 381 км на північний захід від Бухареста, 26 км на південний схід від Бая-Маре, 74 км на північ від Клуж-Напоки.

## Населення
За даними перепису населення 2002 року у селі проживала 91 особа, усі — румуни. Усі жителі села рідною мовою назвали румунську.